# Aleksiej Janiszewski
Aleksiej Erastowicz Janiszewski (ros. Алексей Эрастович Янишевский, ur. 12 kwietnia 1873 w Kazaniu, zm. 9 października 1936 w Sofii) – rosyjski i bułgarski lekarz neurolog i psychiatra, profesor neurologii Uniwersytetu w Sofii.

## Życiorys
Syn matematyka Erasta Janiszewskiego (1829–1906), ojciec geologa Andrieja Janiszewskiego (1904–1994). Opisał tzw. objaw "buldoga" (ros. рефлекс бульдожий, znany też jako odruch Janiszewskiego, ros. рефлекс Янишевского) obserwowany w uszkodzeniach kory płata czołowego. Autor podręczników neurologii w języku rosyjskim i bułgarskim, licznych prac naukowych w językach rosyjskim, francuskim, niemieckim, bułgarskim. W jego dorobku znajdują się prace dotyczące neuroanatomii, semiotyki chorób neurologicznych, psychologii dziecięcej.
Po ukończeniu 3. Męskiego Gimnazjum w Kazaniu w 1892 roku studiował medycynę na Uniwersytecie Kazańskim, studia ukończył z wyróżnieniem w 1897, tytuł doktora medycyny otrzymał 30 marca 1903 roku, po przedstawieniu dysertacji na temat spoideł mózgu. Następnie był docentem prywatnym na Imperatorskim Uniwersytecie Noworosyjskim w Odessie. Od 1922 profesor na katedrze neurologii Uniwersytetu w Sofii, organizował tamtejszą klinikę chorób nerwowych.
Żona Aleksandra Iwanowna i najmłodszy syn Michaił zmarli w 1934 roku z powodu zatrucia grzybami. Pochowani są razem z Aleksiejem Janiszewskim w grobie rodzinnym na cmentarzu prawosławnym w Sofii.

## Wybrane prace
- K voprosu o niskhodyashtshikh sistemakh volokon v zadnikh stolbakh spinnovo mozga. Nevrol. Vestnik 7 (3), ss. 29-43, 1899
- Герой рассказа Леонида Андреева "Мысль" с точки зрения врача-психиатра. Казань, 1903 (приложение к журналу "Неврологический вестник", 1903, ч. XI).
- О коммисуральных системах мозговой коры, 1902
- О технике переречки мозолистого тела (corpus callosi). Обозрение психиатрии 7, ss. 241-245, 1902
- О коммисуральных системах мозговой коры. Неврологический вестник 10 (4), 55-93, 1902; 11 (1), 64-98, 11 (2), 1-47, 1903
- К симптоматологии и патогенезу дрожательного паралича. Рус. врач 32, 1909
- Un cas de maladie de Parkinson avec syndrome pseudo-bullaire et pseudo-ophtalmoplégique; quelques considérations sur la pathogénie de cette maladie. Revue Neurologique 17 (13), ss. 823-831, 1909
- Le réflexe de préhension dans les affections organiques de l'encéphale. Revue Neurologique 22, ss. 678-681, 1914
- Симптоматология заболеваний нервной системы.  Одесса: Новороссийский университет, 1918
- Симптоматология на заболяванията на нервната система. Първа и втора част. София: Печатница "Художник", 1923
- Encephalitis lethargica. Год. СУ. Мед. фак., 4, 292-392, 1925
- Hysteric manifestations in sclerosis disseminata. Tr. obsh. nevropat. Saratov 1, ss. 99-109, 1927
- Психичната дейност на мозъка в светлината на новите научни идеи.Мед. сп. 1, 1928
- Das Greifen als Symptom von Großhirnläsionen[3]. 1928
- Учебник по нервни болести. Патология на органическите процеси в периферичната и централна нервна система. София: Печатница "Художник", 1929
- Rhombencephalitis as a manifestation of particular neurotropic virus. Rev. neur. psychiat. 29, s. 129, 1932
- Синкинезии и тяхното значение за физиологията и патологията на двигателните актове. Мед. сп., 1936